# Toyota MR2
Toyota MR 2 (AW11) – dwumiejscowe coupé MR-2 było produkowane od czerwca 1984 roku, kiedy swą premierę miała pierwsza generacja tego modelu.
Pojazd ten debiutował z jednostką napędową umieszczoną poprzecznie przed tylną osią napędzającą koła tylne. Założeniem konstruktorów było uzyskanie idealnego rozkładu masy w tym małym aucie.
Auto dostępne było z czterocylindrowym, rzędowym motorem 1.6 /1587 cm³; 4A-GE/ i 5-biegową manualną skrzynią biegów. Silnik ten uzyskiwał moc maks. 91 kW, 120 KM przy 6600 obr./min. Auto z taką jednostką przyspieszało do 100 km/h w 8,1 s i mogło rozpędzić się do 200 km/h. Zużycie paliwa kształtowało się na poziomie od 6,0 l przy 90 km/h do 8,1 l w cyklu miejskim.
Wymiary nadwozia:
- długość – 3925 mm
- wysokość – 1250 mm
- szerokość – 1665 mm

Masa własna pojazdu wynosi 998 kg. Wersje amerykańskie były cięższe – ważyły 1066 kg. Zbiornik paliwa ma pojemność 41 l. Rozstaw osi wynosi 2320 mm. Bagażnik, a raczej 2 schowki z tyłu i z przodu miały pojemność 70 i 142 dm³.
W sierpniu 1986 r., na wybranych rynkach, w ofercie Toyoty pojawiła się MR2 w limitowanej wersji G /E-AW11/. Odmiana ta posiadała wzmocniony silnik 1.6 – 4A-GE, który otrzymał kompresor oparty na działaniu pompy Rootsa. Moc maksymalna wzrosła do 145 KM/6400. Oznaczenie tego motoru to 4A-GZE.
W każdej wersji montowano tarcze hamulcowe dla wszystkich kół. Seryjne opony nosiły oznaczenia 185/60 R14.
Inne jednostki napędowe stosowane w modelu E-AW10 i E-AW11 NA to:
- rzędowy motor DOHC /3A-U/ o pojemności 1452 cm³ i mocy 83 KM/5600 obr./min
- rzędowy motor DOHC /4A-GE/ o pojemności 1587 cm³ i mocy 130 KM/6600 obr./min

Pod koniec 1989 roku model ten zastąpiła druga generacja MR2 o kodzie SW20.
Następca był o 20 cm dłuższy, miał o 80 mm dłuższy rozstaw osi i był cięższy średnio o 150 kg.